# Angkor Borei
Angkor Borei (tiếng Khmer: ស្រុកអង្គរបុរី) là một huyện thuộc tỉnh Takéo, phía nam Campuchia. Theo thống kê năm 1998, dân số toàn huyện là 44.980 người.

## Phân chia hành chính
Huyện Angkor Borei có 6 xã, thị trấn sau:
- Angkor Borei (thị trấn): Kampong Luong, Stueng Kambot, Prey Sambuor, Tuol Sang Ka, Tuol Sang Kha, Sameakki
- Ba Srae: Svay Tboung, Svay Cheung, Ba Srae, Rumlok, Prey Ba Soeng, Ta Ei, Roka, Puon Kak
- Kouk Thlok: Preaek Ta Pha, Preaek Da, Tuol Putrea, Bak Dai
- Ponley: Ampil, Sramok, Ponley Cheung, Ponley Tboung, Samraong, Thlok Yol
- Preaek Phtoul: Angkor, Kampong Pou, Phnum Borei, Ba Tep
- Prey Phkoam: Prey Phkoam Ka, Prey Phkoam Kha, Prey Phkoam Ko, Trong Phum, Yea P'aeu, Ta Mung

## Lịch sử

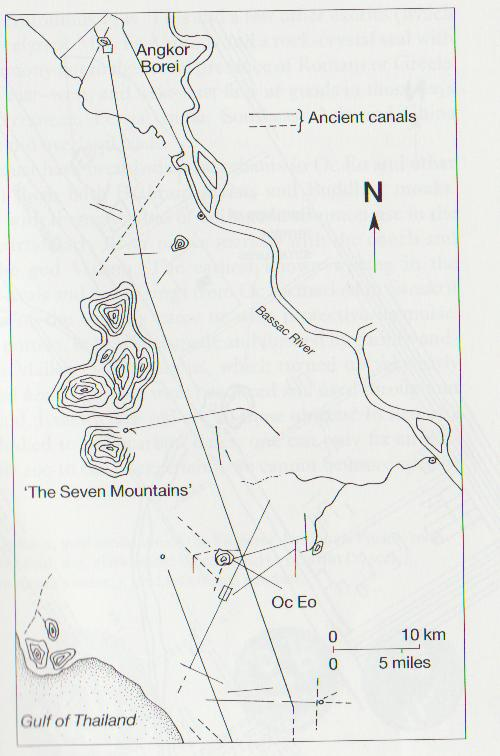
Con kênh cổ đại nối Angkor Borei với Óc Eo.

Thành phố cổ Angkor Borei là một trong những khu dân cư quan trọng của vương quốc Phù Nam và có thể đã từng là kinh đô của vương quốc này.
Di chỉ này lần đầu tiên được khai quật năm 1996 và được khai quật tiếp vào năm 1999 như là một phần của Dự án Khảo cổ Hạ Mekong. Trong cuộc khai quật năm 1996 thì Đại học Hawaii và Đại học Mỹ thuật Hoàng gia (Campuchia) đã tiến hành khai quật và tập trung vào tổ hợp chính trị xã hội trong thời kỳ 500 TCN - 500.
Theo cách phiên âm của người Việt, thì Angkor Borei ngày xưa được gọi là Lò Gò. Ở đây có núi Phnom Angkor Borei (núi Lò Gò) và xứ này được gọi là xứ Lò Gò.